# Kapitelhaus der Domgemeinde

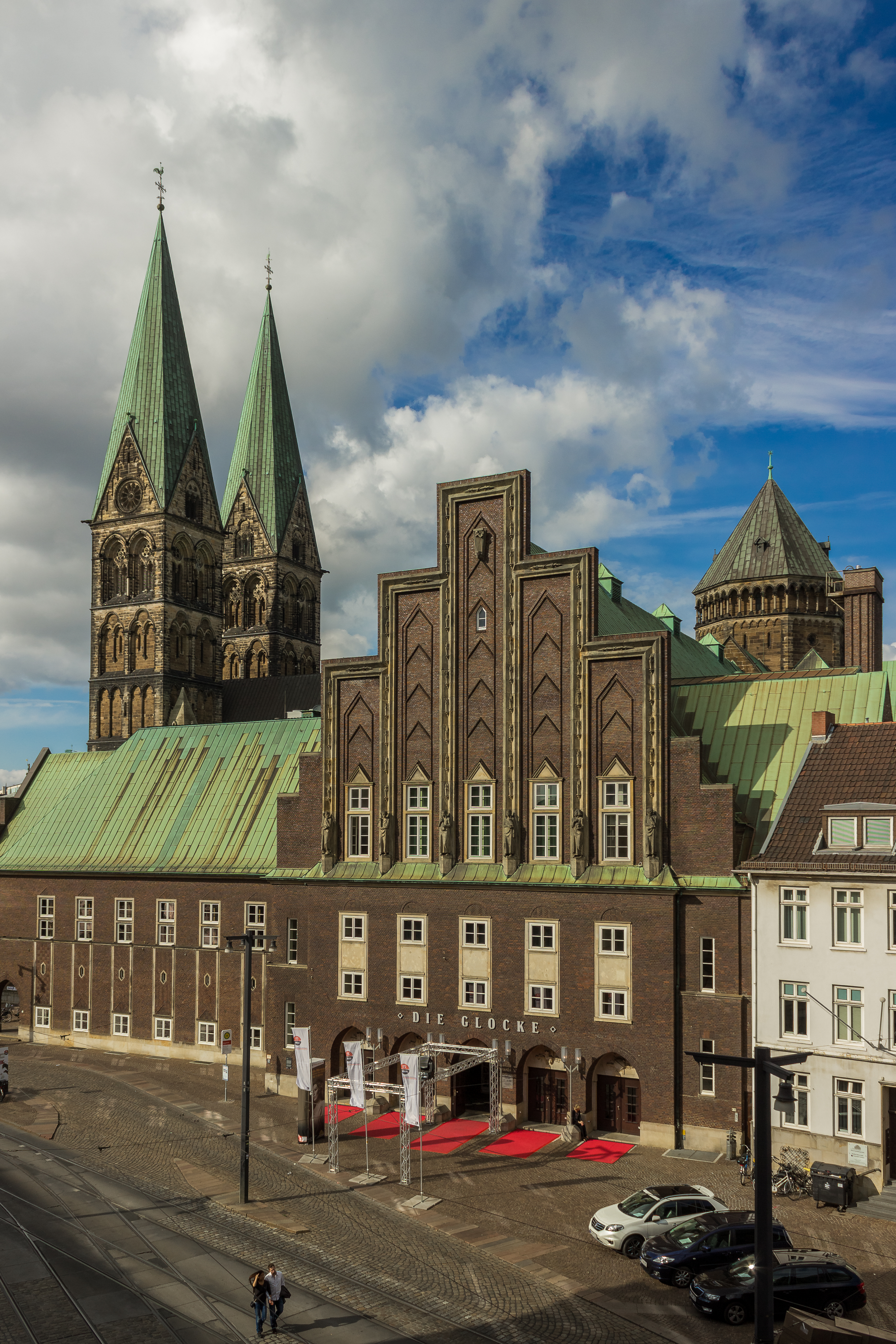
Dominsel mit Kapitelhaus (links) und Glocke

Das Kapitelhaus der Domgemeinde befindet sich in Bremen, Stadtteil Mitte, Domsheide 8. Es ist entstanden bis 1928 nach Plänen von Walter Görig.
Es steht seit 1973 zusammen mit der Glocke unter Bremer Denkmalschutz.

## Geschichte

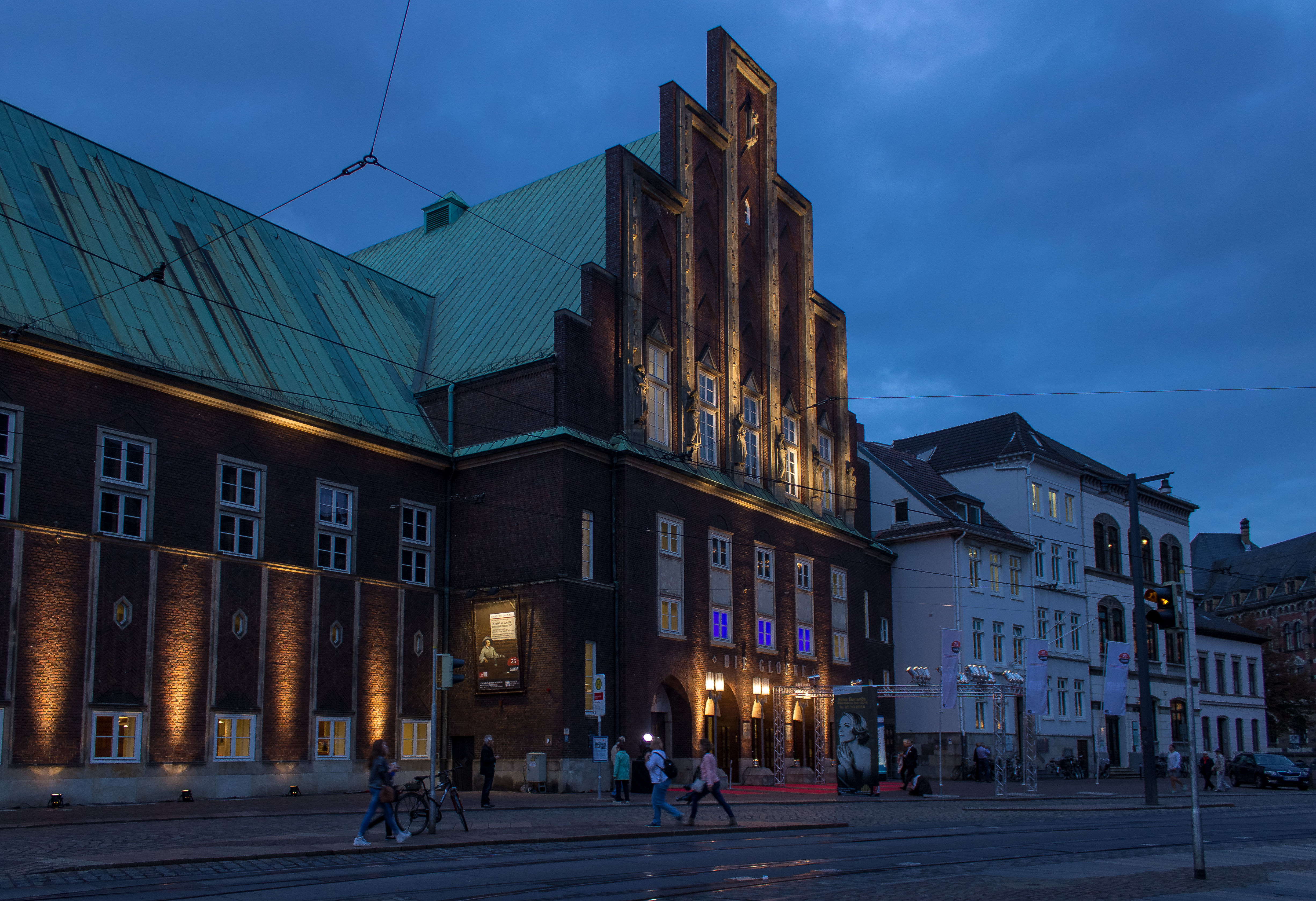
Links: Kapitelhaus, rechts: Glocke

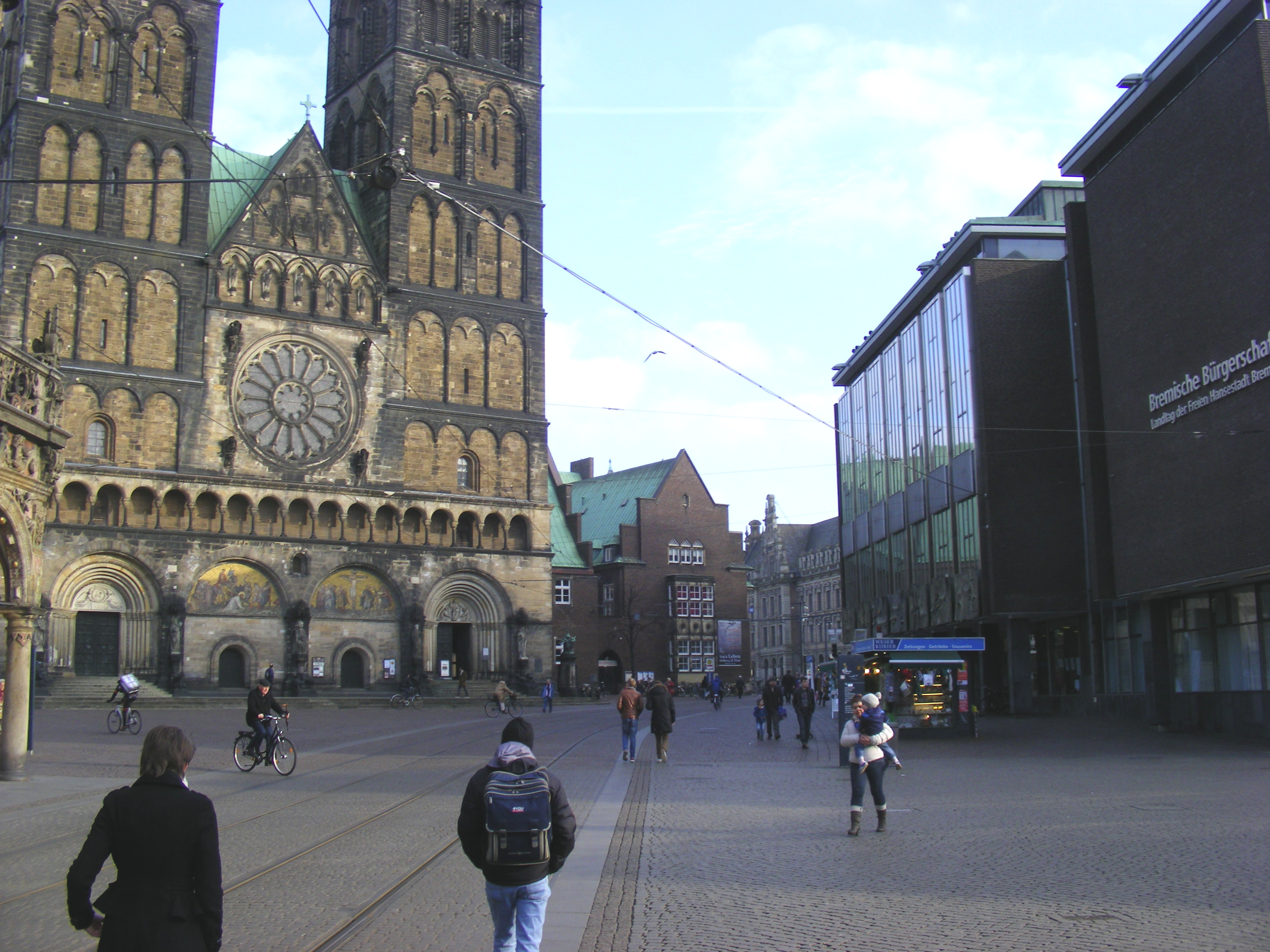
Dom und rechts der Giebel des Kapitelhauses

Die Dominsel zwischen Domshof, Sandstraße, Violenstraße, Domsheide und Dom kam gemäß dem Reichsdeputationshauptschluss von 1803 zu Bremen. In der ersten Hälfte des 19. Jahrhunderts entstanden die ersten klassizistischen Pfarrhäuser.
Das zweigeschossige, verklinkerte Kapitelhaus der St.-Petri-Domgemeinde mit einem Walmdach, dem kräftigen auskragenden Gesims, dem dreigeschossigen Treppengiebel mit Erker zum Grasmarkt und den Arkaden wurde 1928 in der Epoche der Zwischenkriegszeit im Stil des Expressionismus zusammen mit dem Konzerthaus Die Glocke gebaut. Es fanden mehrere grundsätzliche Sanierungen, u. a. 1997, statt. Der Übergang zum Küsterhaus erfolgt durch eine eingeschossige neugotische Arkade. Küsterhaus, Dom, Glocke und Kapitelhaus umfassen den rechteckigen Bibelgarten mit einem Brunnen.
Heute (2018) befinden sich in dem Haus das Domkapitel mit der Stiftung Bremer Dom e. V. und dem Domarchiv sowie Einrichtungen der Glocke.
Das Landesamt für Denkmalpflege Bremen befand: „... während sich die Fassade zum Grasmarkt mit dem detailreichen und feingliedrigen Erker in Rücksicht auf den Dom vornehm zurückhält...“
Das geschützte Ensemble der Dominsel besteht zudem aus St.-Petri-Dom mit dem Dom-Museum (romanischen und gotische Anbauten), Predigerhäuser der Domgemeinde, Küsterhaus der Domgemeinde, Gemeindehaus, Die Glocke und das Kapitelhaus der Domgemeinde, Haus Kulenkampff und Johannisloge Zum Ölzweig und zwei Geschäftshäuser Domsheide 4 und 5 sowie dem Bismarck-Denkmal mit dem Reiterstandbild Otto von Bismarck und dem Turmbläserbrunnen.